# ガルフ・エア072便墜落事故
ガルフ・エア072便墜落事故（英語：Gulf Air Flight 072）とは2000年8月23日にペルシャ湾で発生した航空事故である。事故原因はパイロットの空間識失調である。

## 事故の概要
2000年8月23日、ガルフ・エア072便はエアバスA320-212（機体記号：A4O-EK)で運行されていた。飛行計画ではエジプトのカイロを出発し、バーレーンに向かう予定であった。
離陸から巡航中は特に問題もなく通常の飛行を続けていた。バーレーン国際空港へのアプローチを開始し、当初滑走路12に着陸する予定だったが滑走路から1海里の地点でパイロットは高度と速度が速すぎるためゴーアラウンドを決定。高度と速度を下げるためその場で360度の左旋回を開始した。航空機が滑走路のセンターラインの延長上を通過したころ、管制塔に着陸したいとの連絡が入った。管制官は072便に対し2,500フィート (760 m)まで上昇し針路300度に旋回するように指示した。072便は機首を5度上げて高度1,000フィート (300 m)まで上昇を開始、しかし高度1,000フィートに到達した際に突如機首を15度下げて急降下した。対地接近警報装置が作動してから機長がフラップを格納し機首を上げるよう指示したが、072便は現地時間の19時30分に機首を6.5度下げ、速度280ノット (520 km/h; 320 mph)で海面に激突した。搭乗していた乗客135名と乗員8名の合計143名全員が死亡した。

## 事故原因
調査の結果事故原因はパイロットが空間識失調に陥り、誤った操縦を行ったものと判明した。
事故当時は夜で、072便は洋上にあり、クルーからは地上の対象物が見えず、水平感覚が惑わされやすい状況であった。ゴーアラウンドしたのちクルーは管制官から上昇の指示を受けて上昇していたはずであった。しかし途中で機長が空間識失調に陥り、操縦桿を押し込み機首を下げて降下させた。機長は対地接近警報装置が作動するまで降下していることに気づかず、気づいたときには高度が低すぎて墜落を免れられなかった。